# Людвіг Фрідріх Прусський
Фрідріх Людвіг Крістіан Прусський (також Луї Фердинанд, (нім. Friedrich Ludwig Christian von Preußen; 18 листопада 1772, Берлін — 10 жовтня 1806, Заальфельд) — прусський принц, композитор та військовий доби наполеонівських воєн, генерал-лейтенант (21 травня 1799).

## Біографія
Син молодшого брата Фрідріха II принца Августа Фердинанда і принцеси Луїзи Бранденбург-Шведтської.
Почав військову службу 1 березня 1789 року в чині капітана. З 12 квітня 1790 року — підполковник. З 9 червня 1791 року — полковник. У війні з революційною Францією 1792—1795 років відзначився в 1793 році під час облоги Майнцу. Отримав у командування полк. З 17 липня 1793 року — генерал-майор.
Після Базельського миру був прихильником відновлення війни проти Франції. На початку кампанії 1806 року очолив розгорнутий біля Рудольштадту авангард корпусу Гогенлое.
10 жовтня при Заальфельді на чолі 8,3-тисячного загону атакував 5-й корпус маршала Ланна. Загін принца був практично повністю знищений. Даремно він намагався згуртувати частини, які розбігалися. Пробував пробитися до Шварца, але сержант-квартирмейстер Гуїн (фр. Guindey, в різних джерелах також Гндей, Жінді, Гінді, Ганді) з 10-го гусарського полку наздогнав його і після короткої сутички заколов шаблею.
Похований у крипті Гогенцоллернів в Берлінському катедральному соборі. У 1823 році його сестра княгиня Луїза Радзивілл поставила йому пам'ятник на полі битви.

## Музична творчість
Був гарним музикантом, хоча і не мав солідної підготовки. У його творах є чимало запозиченого у Бетховена, гарячим шанувальником якого він був. Бетховен присвятив йому свій Третій концерт для фортеп'яно з оркестром. Людвіг Фрідріх Прусський написав: квінтет (тв. 1) для фортеп'яно і струнного квартету, октет для фортеп'яно, кларнета, 2 валторн, 2 скрипок і 2 віолончелей, ноктюрн для фортеп'яно, флейти і струнного тріо, Larghetto з варіаціями для фортеп'яно та струнного квартету (з контрабасом), 2 фортеп'янних квартети (Es-dur тв. 5, і F-moll, тв. 6), Andante для фортеп'янного квартету, 3 фортеп'янних тріо, 4-голосну фортеп'янну фугу, варіації для фортеп'яно і рондо з оркестром.

## Образ в кіно
- «Кольберг» (1945) — актор Яспар фон Ерцен